# 마루코는 아홉살의 등장인물 목록
마루코는 아홉살의 주요 등장인물 목록. 왼쪽는 처음 녹음했을 때, 오른쪽은 대원방송에서 녹음했을 때 성우이다.

## 목록
마루코(사쿠라 모모코)
1965년 5월 8일 출생. A형 황소자리. 초등학교 3학년으로 조금 엉뚱하고 가끔 고집도 심하지만 마음씨 순수한 소녀. 공부와 청소를 매우 싫어한다. 할아버지 토모조와 사이가 좋다. 작가 자신의 소녀시절을 모델로 한 것으로 알려져 있다.
사키(사쿠라 사키코)
1962년 3월 21일 출생. A형 양자리. 초등학교 6학년 2반. 마루코의 언니. 마루코와는 다르게 집안일도 잘 돕고 공부도 잘 하는 소녀.
마루코의 아버지(사쿠라 히로시)
1934년 6월 20일 출생. A형 쌍둥이 자리. 40세. 술과 담배를 즐겨하며, 다소 말을 거칠게 하는 경향이 있지만 그래도 마루코와 가족들을 매우 사랑하는 가장. 작가의 친아버지 이름과 동일하다.
마루코의 어머니(사쿠라 스미레)
1934년 5월 25일 출생. 성씨는 고바야시. A형 쌍둥이 자리. 평소에는 자상하지만 마루코가 숙제를 안 하거나 말썽을 피우면 무섭게 변한다. 히로시와 동갑 내기 40세.
마루코의 할아버지 (사쿠라 토모죠)
1898년 10월 3일 출생. 손녀 마루코를 누구보다도 아끼고 사랑하며, 마루코의 어리광과 고집도 전부 받아 준다. 마치 친구 같은 할아버지. 작가의 실제 할아버지가 토모죠와 다르게 굉장히 엄격하고 고지식한 성격이었기 때문에, '이런 할아버지가 있었으면 좋겠다'라는 바람을 담아 창조한 캐릭터라고 한다.
마루코의 할머니 (사쿠라 코타케)
1902년 4월 4일 출생. 각종 생활의 지혜를 잘 알고 있는, 현명하면서도 다정한 마루코의 할머니.
사쿠라 아케미
마루코의 사촌 누이. 가나가와현에 산다.
타마(호나미 타마에)
1965년 6월 18일 출생. O형 쌍둥이 자리. 마루코의 가장 친한 친구. 취미로 피아노를 배우며, 항상 숙제를 잊어버리고 덜렁거리는 마루코에 비해 꼼꼼하고 야무진 성격.
타마의 아버지(호나미 신타로)
전형적인 파파라치. 샐러리맨. 9월 13일 출생, A형 처녀 자리. 좋아하는 음식은 스테이크, 만두. 담배는 마일드 세븐.
나르(하나와 가즈히코)
마루코와 같은 반 남학생 친구. 마루코에게 관심이 있는 것으로 보인다. 부잣집 외동아들이며, 느끼한 성격.
레이코
마루코와 같은 반 여학생 친구.
보보(나가사와 기미오)
마루코와 같은 반 남학생. 그의 집이 화재로 전소되었다.
아몬(마루오 스에오)
마루코와 같은 반 남학생. 학급 반장으로써 언제나 엄격하고 진지한 성격이며, 두꺼운 안경을 쓰고 있다. 반 친구들 앞에서 자신의 지식을 뽐내는 것을 좋아한다.
노마(야마다 쇼우타)
마루코와 같은 반 남학생. 항상 실없이 웃고 돌아다니는 소년.
레이카(후유타 미스즈)
수리(마에다 히로미)
반장. 엄마와 아빠가 이혼해서 할머니랑 같이 산다. 마루코에게 청소하라고 강제로 시켰는데 결국 자기 잘못이라는걸 깨닫고 사과한다. 
하루(노구치 에미코)
마루코와 같은 반 여학생. 어린아이치고 조금 어둡고 특이한 취향을 가지고 있으며, 갑자기 뒤에서 나타나서 특이한 웃음소리로 웃으며 친구들에게 끼어든다.
쵸카(조가사키 히메코)
마루코의 친구로 나가사와와는 라이벌 관계.
아리사(사사야마 가즈코)
개그맨을 좋아하는 소녀. 
노미(야마다 가요코)
이토 유미코
안도 리에
도쿄에서 놀러 온 소녀.
이시카와 에리코
요코하마에서 놀러 온 소녀.
우에스기 요시코, 및 준
사키의 친구
가와다
마을 사람. 어류(魚流) 수집 매니아.

## 목소리 출연
- 정선혜, 이다은, 이주은 - 마루코
- 이자명, 이은조 - 사키
- 김소형, 이창민 - 아버지
- 김나연, 박소라 - 어머니
- 장승길, 전태열 - 할아버지
- 류점희, 성예원 - 할머니
- 무정 - 마루코의 사촌 누이
- 김선혜, 이세레나 - 타마
- 신용우 - 타마의 아버지
- 주자영, 임채빈 - 나르
- 무정 - 레이코
- 한채언, 박준원 - 보보
- 최재호 - 아몬
- 류점희 - 노마
- 전혜수 - 레이카
- 이용신 - 수리
- 여민정 - 하루. 쵸카
- 윤여진 - 노미
- 무정 - 아리사
- 무정 - 이토 유미코
- 무정 - 안도 리에
- 무정 - 이시카와 에리코
- 무정 - 우에스기 요시코. 준 사키의 친구
- 무정 - 가와다 마을 사람

## 참고 문헌
- ちびまる子ちゃん オフィシャルサイト. “ちびまる子ちゃんとは” (일본어). 2021년 8월 1일에 확인함.